# Monasterio de San Andrés de Fanlo
El monasterio de San Andrés de Fanlo fue un cenobio de la provincia española de Huesca.

## Descripción
El monasterio, que ya existía por el año 1055, estaba situado al este de la ciudad oscense de Jaca, entre los ríos Guarga y Basa.  Controlaba una honor significativa, en tanto que suponía el distrito de frontera entre el curso alto del río Gállego y el antiguo núcleo condal aragonés. Su primer abad fue Banzo de Bailo, un estrecho colaborador del rey Sancho Ramírez que fue favorecido por la corona tras la toma de Alquézar. Pese a ello el monasterio fue en las décadas siguientes un foco de oposición en Aragón a la reforma gregoriana que la corona impuso en el sínodo de Jaca de 1063, lo que terminó motivando la absorción de Fanlo por el monasterio de Montearagón.
En 1554 la iglesia del antiguo monasterio seguía en pie, sostenida por los ingresos de la pardina adyacente. Para el siglo XVIII estaba ya en ruinas. A comienzos del siglo XIX, quedaba en el territorio del ya extinto monasterio una pardina. Aparece descrito, una vez desaparecido, en el octavo volumen del Teatro histórico de las iglesias del reyno de Aragon de Ramón de Huesca con las siguientes palabras:

Monasterio de San Andres de Fanlo. Estuvo situado en la parte oriental de Jaca á cinco leguas de esta ciudad entre los rios Guarga y Basa. La primera memoria que tenemos de este Monasterio es un privilegio original de Don Ramiro primero Rey de Aragon en que dio al Monasterio de San Andres, fundado en el lugar llamado Fanlo, la Iglesia de San Cucufat de Lecina con todas sus décimas, heredades y pertenencias, siendo Banzo Abad del Monasterio. Su data en el dia catorce de las Calendas de Abril de la Era T.LXIII. (á 19 de Marzo del año de Christo 1055). Uno de los Abades que se hallaron en el Concicilio de Jaca en el año 1063 fue el mencionado Banzo, quien suscribio en esta forma: Banzo Abba Cænobii S. Andreæ Apostoli. Por los años de 1070. conquistó el Rey Don Sancho Ramirez el Castillo de Loharre, en cuya Iglesia establecio una Canónica, ó Monasterio de Canónigos Regulares anexándole en su dotacion el Monasterio de Fanlo con todas sus pertenencias. El mismo Rey Don Sancho, habiendo edificado poco despues el Monasterio de Montearagon donó y anexó á su Iglesia de Jesus Nazareno la Iglesia de San Pedro de Loharre con todas sus pertenencias, entre ellas la de San Andres de Fanlo, como lo diximos en el tomo VI pag. 122, y sig. Finalmente en la desmembracion que se hizo de la Real Casa de Montearagon en el año 1571 y siguientes se aplicaron á la Iglesia de San Pedro el viejo de la ciudad de Huesca todas las rentas y derechos que tenia Montearagon en Fanlo y en los lugares de su honor, en la forma que se dixo en el tomo VII pag. 23. El territorio del Monasterio es pardina, donde se conserva una casa con el nombre de Fanlo, cuyo señorio directo y la jurisdiccion civil y criminal son de la referida Iglesia de San Pedro el viejo.
(Huesca, 1802, pp. 436-437)

El antiguo archivo del monasterio, conservado hasta principios del siglo XX en San Pedro el Viejo de Huesca, fue foco de estudios de varios académicos antes de su desaparición en circunstancias no aclaradas.